# Adolphe Aimé Lecadre
Pour les articles homonymes, voir Lecadre.
Adolphe Aimé Lecadre est un chirurgien et médecin français né le 15 mai 1803 à Nantes et mort le 20 novembre 1883 au Havre. 

## Biographie
Jacques Jean Lecadre, négociant à 36 ans est en voyage d’affaire depuis huit jours, quand son épouse, Marguerite Jacquette Cramer, 30 ans, habitant dans la 6e section de Nantes, met au monde Adolphe Aimé Lecadre à 20h le 25 Floréal an 11 (15 mai 1803). Il est déclaré le lendemain à la mairie de Nantes entre autres par son oncle, capitaine de marine, qui lui a peut-être donné le goût du voyage en mer.
Il est le beau-père d'Ernest Lefèvre, ainsi que le grand-père d'André Cahard et de Pierre Lefèvre-Vacquerie.

### Officier de santé

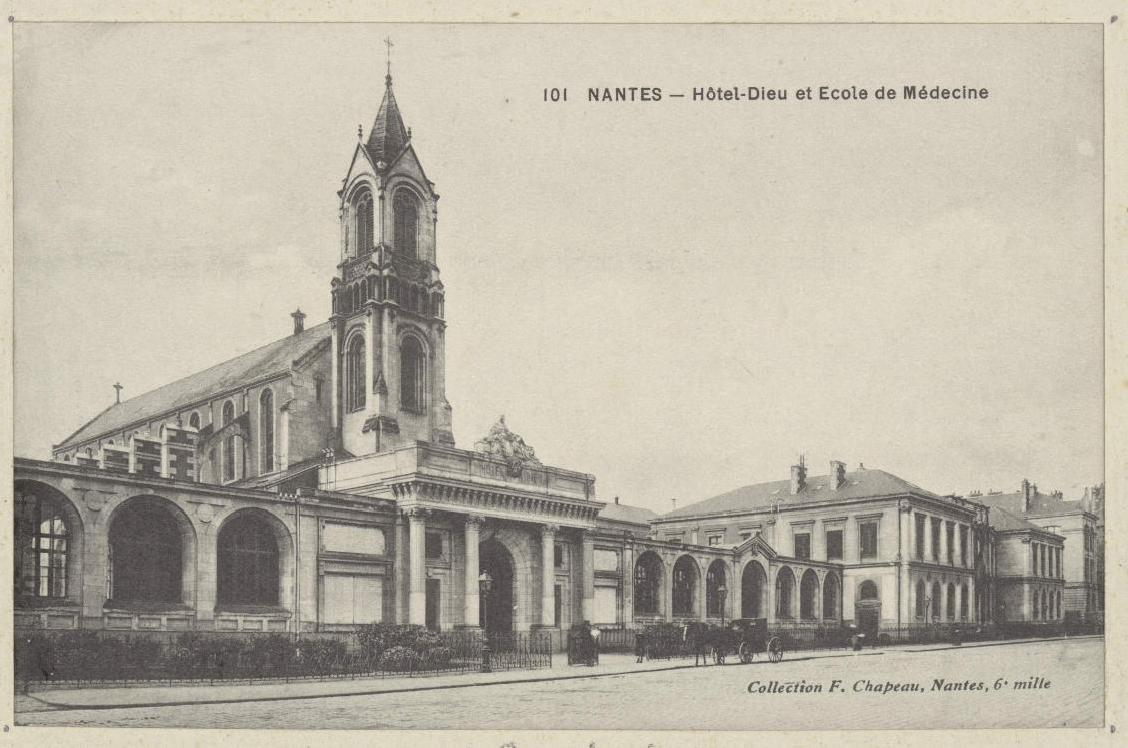
L'ancien Hôtel-Dieu, avec sa chapelle et l'École de médecine de Nantes.

Adolphe Aimé fait ses études classiques à Nantes puis des études de médecines en intégrant en 1820 l'école de médecine de Nantes et il obtient la première année le premier prix. Il suit également la classe de philosophie du Collège royal de Nantes, et devient bachelier en 1821. Il va effectuer une formation médicale plus courte que celle d’un médecin diplômé d’une faculté en suivant en parallèle les visites médicales à l'hôtel-Dieu de la ville avec Guillaume Laennec, médecin-chef, professeur à l'école de médecine de Nantes et oncle de  René Laennec. Au bout de 3 ans, Il est reçu officier de santé en 1823.

### Chirurgien du commerce
Pour devenir chirurgien du commerce comme médecin à bord des navires marchands, Il devait remplir certaines conditions supplémentaires, par rapport à son diplôme d'officier de santé qui ne permettait qu'un exercice médical classique à terre. En passant un examen complémentaire devant un jury de l'école de médecine et ayant obtenu le brevet de chirurgien du commerce qu'il inscrit sur sa thèse et la justification d'une expérience de quatre années passées dans des hôpitaux, libéré de son service de terre pour la classe de 1923, donc apte au service en mer, et son admission par le conseil d'examen du port de Nantes le 23 avril 1824, Il embarque à bord du trois-mâts long-courriers de 810 tonneaux, 3 ponts, construit en 1818 à Nantes, de tirant d’eau chargé  5,20 mètres et non chargé 3,90 mètres, Le Fils-de-France, le plus grand navire armé par la maison Thomas Dobrée, voilier qui se dirige vers Chandernagor en Inde française au nord de Calcutta sur les bords de la rivière Hooghly, avant l'ouverture du canal de Suez en utilisant les longues voies commerciale maritimes traditionnelle avec comme capitaine au long-cours Théodore Geoffroy né le 20 novembre 1798 à Paris, navire armé au départ de Nantes, sortit de Loire en juin 1824, avec un départ le 10 juillet 1824 depuis Pierre-Percée et un retour à Nantes le 27 septembre 1825, désarmé le 3 octobre 1825 soit un voyage plus ou moins d'un an. On peut retrouver les informations précises du voyage d'Adolphe Aimé Lecadre comme chirurgien de commerce à bord du voilier le Fils-de-France entre 1824 et 1825 dans le registre des bâtiments de Nantes cote 7R4/380.
Pour le voyage d'Adolphe Aimé Lecadre, le navire est armé à Nantes d’un canons avec boulets de 6 livres (2,94 kg) et un de 8 livres (3,92kg) , 36 boulets, douze fusils, six pistolets quatre espingoles, cinq-cents cartouches, cinquante kilo de poudre et dix-huit sabres pour une riposte légère en cas d'attaque maritime, population agressive ou mutinerie à bord, avec pour destination Chandernagor alors comptoir des colonies françaises depuis 1686, au nord de Calcutta en Inde sur les bords de la rivière Hooghly.
Pour ce voyage, Le Fils-de-France, en plus des marchandises, transporte également des passagers vers de courtes ou longues destinations dont les colonies, avec une publicité du voyage réalisé dans le journal Feuille Commerciale vantant les bons repas et les chambre spacieuses de 9 pieds en tous sens (2.74 m) et un grands sabord s'ouvrant à volonté, pour embarquer sur d'autres navires lointains ou comme voyageur de commerce. Les passagers de ce voyage sont étudiant en droit, avocat, commis négociant, négociant, 4 Sœurs de St Joseph allant à l'île Bourbon, un jeune collégien mineur accompagné de son frère allant de Nantes à Rochefort, un capitaine de navire et sa famille, ou des créoles voyageant en famille pour aller à Calcutta ou revenir vers Nantes et un lieutenant de l'armée anglaise. On compte au total pour ce voyage avec les embarquements et débarquements des différents port,  9 femmes (de 20 à 94 ans), 17 hommes (de 14 à 47 ans ), et 44 hommes d'équipage (de 20 à 44 ans) pour la navigation, nombre variant selon les escales. 
Ce voyage pour Adolphe Aimé commence le 10 juillet 1824 à 21 ans. Sur le registre des bâtiments, la physionomie d'Adolphe Aimé est décrite comme pour tous les hommes d'équipage à bord. Lui est décrit comme un homme de 1,68 mètre, visage long, front découvert, yeux roux, nez rond, bouche petite menton mou, cheveux et sourcils châtain, description servant de suivi administratif ou judiciaire. Le navire fera plusieurs étapes après son départ, Rochefort pour débarquer deux jeunes de 16 et 14 ans, puis les 44 équipiers et 11 passagers font un voyage de 63 jours pour destination la Baie de Simon au Cap de Bonne-Espérance. A chaque escale, les Nantais pouvaient suivre les arrivées des navires dans le journal Feuille Commerciale. Pour la baie de Simon, c'est une escale stratégique pour l'eau douce, la nourriture du voyage, réparation du navire si besoin et après 19 jours ils embarquent 4 passagers de plus. Nouveau départ le 30 septembre vers les Îles Maurice puis Bourbon, escale pour se ravitailler en eau et utile pour le sucre, café, cannelle, vanille, épices, ébène et bois précieux, eau, rhum et vivres et pour déposer les 4 religieuses le 2 novembre, 25 novembre retour à Port-Louis et nouveau départ vers Calcutta ou il arrive avec un équipage de 43 personnes, 9 passagers le 3 février 1825. 5 passagers débarquent après 7 jours de quarantaine le 10 février, Les autorités coloniales britanniques en Inde étant très vigilantes sur les contrôles des cargaisons, des voyageurs  et la surveillance des épidémies de choléra, fièvre jaune, typhus, pouvant se propager par le transport maritime. Puis le Navire fait route vers Chandernagor avec surement un pilote local comme guide dans les eaux du bras du Gange Hooghly qui pouvait prendre 2 à 4 jours pour arriver à ce comptoir français ou existait des échanges commerciaux de textiles, épices, indigo, coton, thé, opium, soie ou marchandises destinées aux îles de l'Océan Indien sur le retour ou pour la destination finale de Nantes. Le navire reste à Chandernagor puis repart le 11 mars et fait route vers Calcutta avec 2 passagers et 42 hommes d’équipage.

Routes Marine Marchande

Comme chirurgien du commerce à bord du trois mats, Adolphe Aimé Lecadre pouvait alors être confronté aux maladies courantes de l'équipage ou des passagers, par les contacts avec la population littorale lors des escales comme les fièvres, ou diverses maladies infectieuses, tropicales, ou le scorbut lors des longues périodes en mer et il pouvait être amené à pratiquer des interventions chirurgicales, coupures profondes, écrasements ou amputations. Il pouvait faire de la prévention sanitaire et vérifier l'hygiène, devenir donc un bon hygiénistes pour éviter les contagions et épidémies en milieu confiné, examiner les nouveaux embarqués lors des escales, faire la gestion de la pharmacie, rédiger ses rapports médicaux sur un journal de santé avec traçage des incidents médicaux et de la santé de l'équipage en rendant compte au capitaine de bord, mais il était amené aussi à intervenir lors des escales sur la population locale qu'il explique dans son ouvrage Le Choléra-morbus au Havre en 1832, après avoir été pour la première fois confronté aux symptômes du choléra et à la mort rapide d'un patient au moment de son départ, à Calcutta, sur un serviteur d'un européen de sa connaissance, choléra qui, en 1824, n'existait pas encore à l'état épidémique.
À Calcutta au départ du navire le 20 Mars 1825, le navire est chargé des provisions, médicaments, passagers dont un capitaine de navire, et un navigateur de 25 ans déjà malade à l’embarquement. Ils sont maintenant 42 hommes d'équipages et 9 passagers. Le navire voyage vers Port-Louis de Maurice pour y arriver le 14 Mai, repart le 9 Juin vers la Baie de Simon ou un passager Lieutenant de l'armée Anglaise monte à bord, ils sont alors au départ 43 hommes d'équipage et 10 passagers.
En cours de route, le passager Navigateur de 25 ans, qu’Adolphe Aimé a essayé pendant 5 mois et 11 jours de soigner d’une phtisie pulmonaire de second degré à l’embarquement à Calcutta, décède en pleine mer le 31 aout 1825 à 3h30 aux coordonnées 24° 40′ sud, 2° 37′ ouest, description sur l'acte de décès signé le jour même par le capitaine, le lieutenant et Adolphe Aimé.  Puis un passager capitaine au long cours est débarqué aux îles des Açores à ses frais. Le navire repart vers Nantes avec une arrivé à Saint-Nazaire, port d’entrée maritime principal le 28 septembre et admis immédiatement à la libre pratique par l’agent sanitaire, les deux maladies à bord n’était surement pas considérées comme des maladies épidémiques contagieuses au sens du règlement sanitaire maritime de l’époque. Le passager malade est débarqué le 3 octobre 1825. 
Comme chirurgien de commerce à bord, la solde était de 100 Francs par mois plus une prime à Calcutta de 100 francs sans qu’aucune retenue ne soit faite pour le fonds des invalides de la marine pour le régime spécial qui couvrait l'ensemble des assurances sociales par l’Établissement national des invalides de la marine. Le Capitaine avait 200 Francs sans prime, le second 100 Francs, le mousse novice ayant le minimum de 12 Francs par mois. Ce qu'il a gagné au cours de ce voyage lui permet sans doute de financer la suite de ses études. il reste chez son oncle au Havre en attente de la reprise de ses études de médecine.

### Docteur en médecine
À la fin de 1825, il reprend des cours de médecine en se partageant la même journée à Paris à 13h au Collège de France avec René Laennec et 19h à l'École pratique de médecine, qui faisait partie de la Faculté de médecine de Paris avec François Broussais comme enseignant. Il présente et soutient sa thèse Dissertation sur le siège et la nature de l’hypochondrie, à la Faculté de médecine de Paris le 2 mai 1827, et obtient le grade de docteur en médecine à 23 ans.

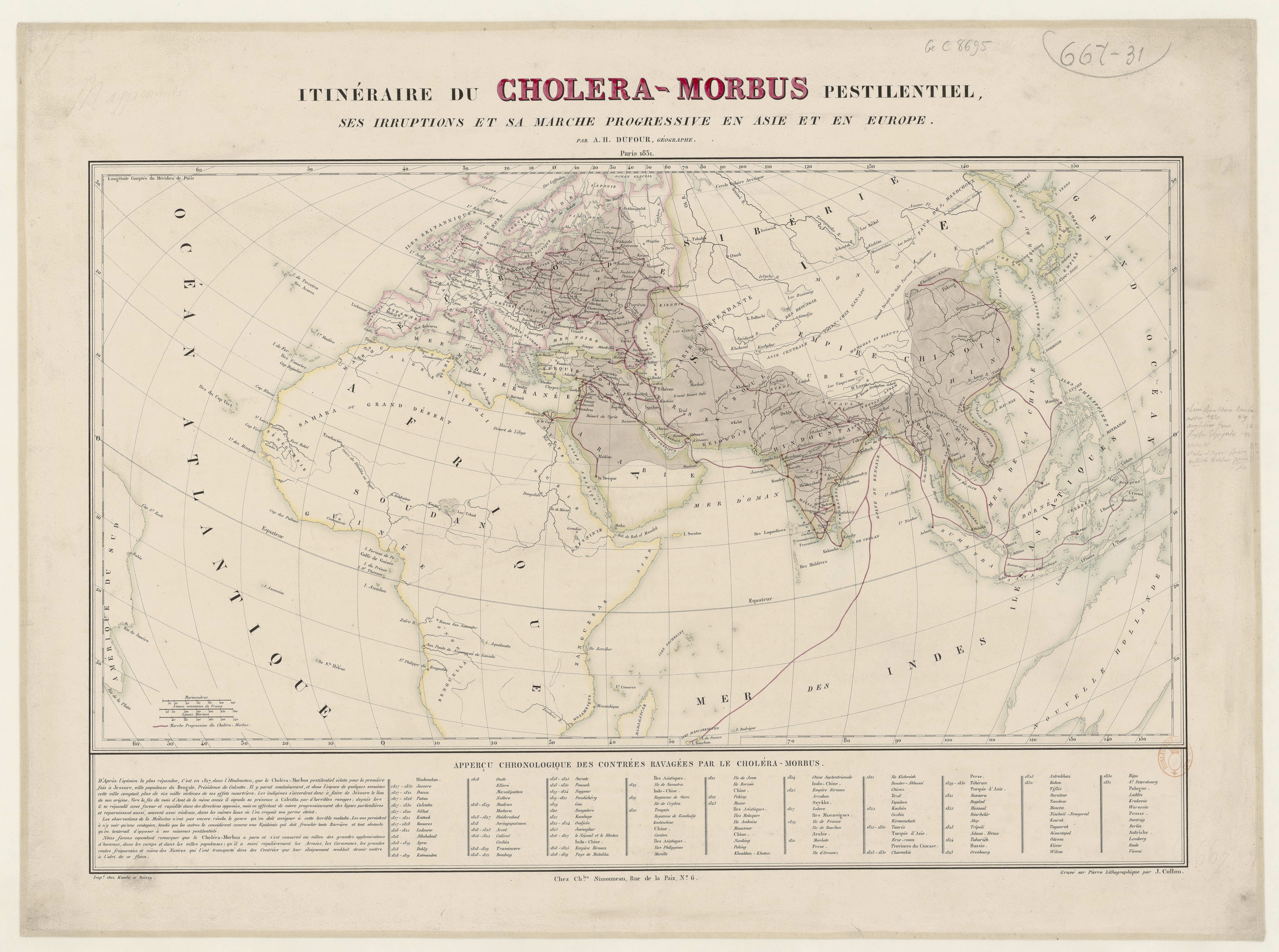
Progression Choléra 1831

Il s'installe en 1827 au Havre et y restera jusqu'à sa mort. Vers la fin de 1829 le choléra qui sévit en Inde commence à se propager. 1831 l'épidémie de choléra arrive en Angleterre, Londres puis Paris en mars 1832. Dès novembre 1831 avant l'épidémie en France, la municipalité du Havre convoquait tous les médecins du Havre dont Dr Lecadre pour définir l'organisation de la logistique et la gestion d'un quartier par médecin. 1832 le Dr Lecadre est nommé adjoint au titre de médecin adjoint des épidémies et médecin du bureau de bienfaisance en remplacement de son prédécesseur mort du choléra. Avril 1832 les premiers cas de la maladie arrivent et l'épidémie cholérique attaque le Havre par vagues que les médecins arrivent a endiguer. Pour ses interventions il reçoit une lettre de félicitation du Préfet. 1833 il est nommé par le ministre du commerce et travaux publiques membre de l'intendance sanitaire. Par son expérience maritime il tient des notes qu'il reporte dans l'ouvrage Le Choléra-morbus au Havre en 1832. En 1833 il fait partie des 16 fondateurs de la Société havraise d'études diverses et il est élu à la présidence en 1852-54, 66-68, 72-74, 80-83. En 1835 il est nommé médecin des ouvriers des pontes-et-Chaussés et il remplace le Dr Jacques Simon Amand Suriray au Conseil d'hygiène publique et de salubrité au Havre.
Il épouse Sophie Caroline Armande Perroty le 27 décembre 1837 à Paris et aura des enfants Marie Armande Lecadre, Gabrielle Hortense Lecadre.
Une nouvelle pandémie de choléra arrive au Havre en 1848. Comme médecin des épidémies de l'arrondissement il suit l'épidémie dans les diverses Localités, Yport, Fécamp, Octeville , Quartier Sanvic, Graville , Ingouville et Le Havre. Une fois la menace contenue il sera fait chevalier de la légion d'honneur en 1849. Médecin de l'ancien collège du Havre depuis 1848, il est nommé en 1865 par le ministre de l'instruction publique au titre de médecin du Lycée Impérial du Havre en remplacement de son oncle  puis en 1871 chirurgien, Lycée du réseau des lycées impériaux modèles, projet sanitaire de l’État, avec une excellence dans les soins médicaux pour préserver et accroître la population réduite par les guerres et les vagues de pandémies. Il y donne également des cours élémentaires d'hygiène. 1862 il est chargé de la partie pharmaceutique au niveau de l'inspection, des coffres à médicaments pour les navires, son ancienne expérience, et aussi les pharmacies de l'arrondissement au Havre. Il obtient plusieurs récompenses, médailles d'argent et d'or pour ses publications, rapports de médecine et statistiques médicales,et, reconnu pour ses travaux, il est appelé à participer activement à l'évolution de la médecine et aux débats scientifiques majeurs en devenant correspondant national de l'Académie Impériale de médecine en 1867, puis membre correspondant de la société de médecine légale de Paris en 1869, année ou il est le créateur de la Société Protectrice de l’Enfance. Pour la guerre franco-allemande de 1870, autre type d'épidémie oubliée, il est nommé médecin en chef de l'ambulance Internationale de secours aux blessés, en collaboration avec l'armée, la Croix-Rouge qui lui vaudra sa promotion au grade d'officier de la Légion d'honneur par le décret du 15 octobre 1871. Il est également membre et président de plusieurs sociétés savantes et auteur de publications scientifiques et statistiques concernant la santé.
Il meurt d’une bronchite aiguë le 10 novembre 1883 au Havre.

## Travaux
Adolphe Aimé Lecadre s’est fait remarquer par une production d’écrits scientifiques divers et prolifiques avec parfois des incorporations de données médicales statistiques pour des études de divers types sur la population du Havre et sur de multiples épidémies locales rencontrées. 
Comme Officier de santé, ex-chirurgien du commerce et docteur en médecine, il décrit et développe une expertise également historique sur les conditions de vie et de travail des employés et ouvriers employés aux travaux de construction du port du Havre mettant en lumière les défis sociaux et sanitaires auxquels ces travailleurs migrants bretons étaient confrontés à la suite de la diminution de main-d'œuvre locale, décimée par une épidémie de peste et suggérant des améliorations concrètes dans Un nouveau chapitre aux études sociales, hygiéniques et médicales sur les ouvriers employés aux Travaux du Port du Havre. Par la pratique de nécropsie  médico-scientifique qu’il met au service de la science ou des juristes lors de ses rapports d’autopsies ou comme correspondant de la société de médecine légale de Paris, ses rapports détaillés, conclusions précises et illustrés pour la communauté médicale via la publication dans les revues de l'Académie Impériale de médecine, et enfin par la rédaction de mémoires, d’essai, d’études, et le traitement historique des invasions épidémiques variées puis la vulgarisation de ses écrits ou présentation lors de congrès, Adolphe Aimé Lecadre joue un rôle actif dans la vie médicale de son époque.
En parallèle, comme membre de plusieurs sociétés savantes de sciences et autres études diverses, il décrit également les personnalités de son époque dans Notice sur Georges-Édouard Paravey, négociant ou son étude comparative, Broussais et Laennec ses maîtres, la notice biographique sur deux naturalistes havrais notables Dicquemare et Lesueur, mais aussi la Description d'un météore lumineux qui apparut au Havre fondées sur des observations érudites, cet éclectisme dans son œuvre illustre une volonté de concilier science médicale et culture savante.

### Choléra épidémique au Havre
Au cours de sa vie 1803-1883, Adolphe Aimé Lecadre voit passer plusieurs épidémie de choléra sur le Havre,  maladie souvent mortelle en l'absence de traitement, et des symptômes qu'il avait constaté sur un habitant lors de son escale à Calcutta comme chirurgien de commerce en 1825.   
| 1832 | 183 |
| 1848 | 650 |
| 1853 | 313 |
| 1865 | 242 |

Il décrit fidèlement, avec ses notes prises comme médecin de terrain,  les quatre épidémies du Havre qu'il a vécu en intégrant et analysant le coté historique, les différentes propagations par la terre et la mer, les mesures et l'organisation des autorités municipales, les symptômes de la maladie et l'application des traitements à la suite des recherches empiriques en décrivant le climat, l'hygiène et l'influence du mouvement des populations dans plusieurs ouvrages Le Choléra-morbus au Havre en 1832, Une Panique, souvenir du choléra de 1832, celle de 1848 dans Histoire du choléra épidémique dans l'arrondissement du Havre en 1849 puis il complète l'historique en reprenant et ajoutant les deux épidémies qui suivent dans Histoire des trois invasions épidémiques de choléra-morbus au Havre en 1832, 1848 et 1849, 1853 et 1854, et enfin Le Choléra-morbus épidémique au Havre et dans l'arrondissement, en 1865 et 1866. Il ne verra pas l'ultime épidémie de choléra en 1892 qui fera 532 morts selon les archives du Havre.

### Publications
- Quelques considérations sur la rage (1878)
- La mortalité par la phtisie pulmonaire (1875)
- Étude sur le mouvement de la population et sur les affections épidémiques qui ont régné au Havre durant les années 1871 et 1872 (1873)
- Le choléra-morbus épidémique au Havre et dans l'arrondissement, en 1865 et 1866 (1867)
- Description d'un météore lumineux qui apparut au Havre, dans la soirée du 28 juin 1865 (1866)
- Questions d'hygiène publique : des quarantaines ; de la sophistication des denrées alimentaires ; de l'utilisation des matières fécales au profit de l'agriculture (1866)
- Histoire des trois invasions épidémiques de choléra-morbus au Havre en 1832, 1848 et 1849, 1853 et 1854 (1863)
- Rapport sur les affections épidémiques qui ont régné au Havre et dans ses environs durant l'année 1859 (1860)
- Études sociales, hygiéniques et médicales sur les ouvriers employés aux Travaux du Port du Havre (1857)
- Essai sur la névralgie intercostale (1855)
- Dissertation sur le siège et la nature de l'hypocondrie (thèse soutenue en 1827)

## Hommage et Distinctions
- 1849 :  Chevalier de la Légion d'honneur
- 1871 :  Officier de la Légion d'honneur
- Distinctions reçues, lettres, médailles d'or et d'argent, par les préfets et ministre de l'Agriculture[49],[50]

- Rue du Docteur-Lecadre, Le Havre

## Sources
- Jules Roger, Les médecins bretons du XVIe au XXe siècle : biographie et bibliographie, 1900
- Encyclopédie universelle du XXe siècle · Volume 8, 1908
- États de Services manuscrites pour la légion d'honneur[49],[50]
- Dr Jules Roger, Le Docteur Adolphe Lecadre, Société havraise d'études diverses[51]